# Torneo di Mosca 1935

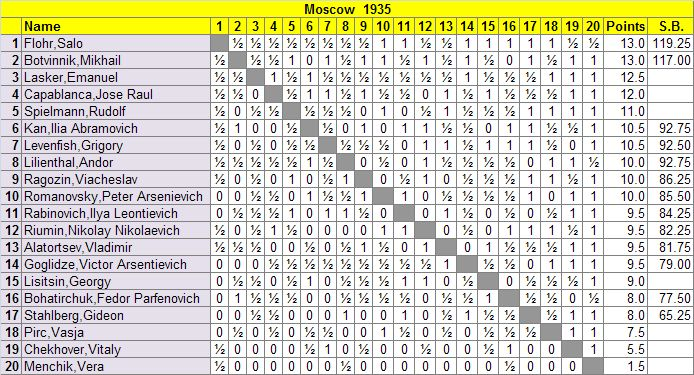
Tabellone del torneo di Mosca 1935.

Il torneo di Mosca 1935 è stato il secondo torneo internazionale di scacchi svoltosi in Unione Sovietica, dopo quello di Mosca 1925. Si svolse a Mosca dal 15 febbraio 1935 al 15 marzo 1935. Il torneo fu vinto a pari punti, con 13/19, da Salo Flohr e Michail Botvinnik.
Organizzato da Nikolaj Krylenko, si svolse col sistema del girone all'italiana tra dodici giocatori sovietici e otto di altri paesi. Al terzo e quarto posto di classificarono rispettivamente gli ex campioni del mondo Emanuel Lasker con 12½ punti su 19 e José Raúl Capablanca con 12 punti.
Il terzo posto del 66enne Lasker a mezzo punto dai vincitori, imbattuto, fu definito da Reuben Fine "un miracolo della natura".

## Risultati
| #  | Giocatore                  | 1 | 2 | 3 | 4 | 5 | 6 | 7 | 8 | 9 | 10 | 11 | 12 | 13 | 14 | 15 | 16 | 17 | 18 | 19 | 20 | Totale |
| -- | -------------------------- | - | - | - | - | - | - | - | - | - | -- | -- | -- | -- | -- | -- | -- | -- | -- | -- | -- | ------ |
| 1  | Salo Flohr (CZE)           | * | ½ | ½ | ½ | ½ | ½ | ½ | ½ | ½ | 1  | 1  | ½  | ½  | 1  | 1  | 1  | 1  | 1  | ½  | ½  | 13     |
| 2  | Michail Botvinnik (URS)    | ½ | * | ½ | ½ | 1 | 0 | 1 | ½ | 1 | 1  | ½  | 1  | ½  | 1  | ½  | 0  | 1  | ½  | 1  | 1  | 13     |
| 3  | Emanuel Lasker (URS)       | ½ | ½ | * | 1 | ½ | 1 | ½ | ½ | ½ | ½  | ½  | ½  | ½  | 1  | ½  | ½  | ½  | 1  | 1  | 1  | 12½    |
| 4  | José Raúl Capablanca (CUB) | ½ | ½ | 0 | * | ½ | 1 | 1 | ½ | 1 | ½  | ½  | 0  | 1  | ½  | 1  | ½  | ½  | ½  | 1  | 1  | 12     |
| 5  | Rudolf Spielmann (AUT)     | ½ | 0 | ½ | ½ | * | ½ | ½ | ½ | 0 | 1  | 0  | ½  | 1  | ½  | ½  | ½  | 1  | 1  | 1  | 1  | 11     |
| 6  | Il'ja Kan (URS)            | ½ | 1 | 0 | 0 | ½ | * | ½ | 0 | 1 | 0  | 1  | 1  | ½  | ½  | 0  | 1  | 1  | ½  | ½  | 1  | 10½    |
| 7  | Grigorij Levenfiš (URS)    | ½ | 0 | ½ | 0 | ½ | ½ | * | ½ | ½ | ½  | 0  | 1  | 1  | ½  | 1  | 1  | 1  | ½  | 0  | 1  | 10½    |
| 8  | Andor Lilienthal (HUN)     | ½ | ½ | ½ | ½ | ½ | 1 | ½ | * | 0 | ½  | 0  | 1  | ½  | ½  | ½  | ½  | 0  | 1  | 1  | ½  | 10     |
| 9  | Vjačeslav Ragozin (URS)    | ½ | 0 | ½ | 0 | 1 | 0 | ½ | 1 | * | 0  | ½  | 1  | 0  | ½  | ½  | ½  | 1  | 1  | ½  | 1  | 10     |
| 10 | Pëtr Romanovskij (URS)     | 0 | 0 | ½ | ½ | 0 | 1 | ½ | ½ | 1 | *  | 1  | 0  | ½  | ½  | ½  | ½  | 1  | 0  | 1  | 1  | 10     |
| 11 | Il'ja Rabinovič (URS)      | 0 | ½ | ½ | ½ | 1 | 0 | 1 | 1 | ½ | 0  | *  | 0  | 1  | ½  | 0  | ½  | 0  | ½  | 1  | 1  | 9½     |
| 12 | Nikolaj Rjumin (URS)       | ½ | 0 | ½ | 1 | ½ | 0 | 0 | 0 | 0 | 1  | 1  | *  | 0  | ½  | 0  | 1  | 1  | 1  | ½  | 1  | 9½     |
| 13 | Vladimir Alatorcev (URS)   | ½ | ½ | ½ | 0 | 0 | ½ | 0 | ½ | 1 | ½  | 0  | 1  | *  | 0  | 1  | ½  | ½  | ½  | 1  | 1  | 9½     |
| 14 | Victor Goglidze (URS)      | 0 | 0 | 0 | ½ | ½ | ½ | ½ | ½ | ½ | ½  | ½  | ½  | 1  | *  | ½  | ½  | 0  | 1  | 1  | 1  | 9½     |
| 15 | Georgij Lisicyn (URS)      | 0 | ½ | ½ | 0 | ½ | 1 | 0 | ½ | ½ | ½  | 1  | 1  | 0  | ½  | *  | 0  | ½  | ½  | ½  | 1  | 9      |
| 16 | Fedir Bohatyrčuk (URS)     | 0 | 1 | ½ | ½ | ½ | 0 | 0 | ½ | ½ | ½  | ½  | 0  | ½  | ½  | 1  | *  | ½  | ½  | 0  | ½  | 8      |
| 17 | Gideon Ståhlberg (SWE)     | 0 | 0 | ½ | ½ | 0 | 0 | 0 | 1 | 0 | 0  | 1  | 0  | ½  | 1  | ½  | ½  | *  | ½  | 1  | 1  | 8      |
| 18 | Vasja Pirc (YUG)           | 0 | ½ | 0 | ½ | 0 | ½ | ½ | 0 | 0 | 1  | ½  | 0  | ½  | 0  | ½  | ½  | ½  | *  | 1  | 1  | 7½     |
| 19 | Vitalij Čechover (URS)     | ½ | 0 | 0 | 0 | 0 | ½ | 1 | 0 | ½ | 0  | 0  | ½  | 0  | 0  | ½  | 1  | 0  | 0  | *  | 1  | 5½     |
| 20 | Vera Menchik (ENG)         | ½ | 0 | 0 | 0 | 0 | 0 | 0 | ½ | 0 | 0  | 0  | 0  | 0  | 0  | 0  | ½  | 0  | 0  | 0  | *  | 1½     |